# Opius pirchitticola
Opius pirchitticola är en stekelart som beskrevs av Fischer 1974. Opius pirchitticola ingår i släktet Opius och familjen bracksteklar. Inga underarter finns listade i Catalogue of Life.